# Christine Wohlwend
Christine Wohlwend (* 31. Juli 1978 in Feldkirch) ist eine liechtensteinische Politikerin. Von 2013 bis 2017 war sie Abgeordnete im liechtensteinischen Landtag.

## Biografie
Wohlwend wuchs in Balzers auf. Nach der Primarschule besuchte sie das Liechtensteinische Gymnasium in Vaduz. 1998 machte sie dort ihre Matura. Sie studierte nun vier Jahre Kriminalistik an der Universität Lausanne. Danach wurde sie bei dem deutschen Bundeskriminalamt in Wiesbaden im Bereich Kriminaltechnik in der ballistischen Tatortrekonstruktion tätig. Nach verschiedenen anderen Aufgaben innerhalb des Bundeskriminalamtes, zuletzt im Bereich Finanzen und IT in der kriminaltechnischen Abteilung, kehrte sie nach mehreren Jahren nach Liechtenstein zurück.
Ab 2008 arbeitete Wohlwend für das IT-Unternehmen Kyberna in Vaduz. Dort leitete sie den Bereich Business Controlling & Services und war ab 2011 Mitglied der Geschäftsleitung. Im Oktober 2012 schloss sie ein zweijähriges Studium an der Hochschule für Wirtschaft Zürich, einer privaten Fachhochschule in Zürich, mit einem Master of Advanced Studies (MAS) in Controlling ab. Anfang 2013 verliess sie Kyberna und gründete zusammen mit Elmar Hasler, einem ebenfalls ehemaligen Mitglied der Geschäftsleitung von Kyberna, das Unternehmen Elleta.
Im Februar 2013 wurde Wohlwend für die Fortschrittliche Bürgerpartei (FBP) in den Landtag des Fürstentums Liechtenstein gewählt. Nachdem der bisherige Fraktionssprecher der FBP, Johannes Kaiser, nicht mehr für dieses Amt kandidiert hatte, wurde Wohlwend zu seiner Nachfolgerin gewählt. Sie gehört damit dem Präsidium der FBP an und ist Mitglied des Landtagspräsidiums. Wohlwend ist die erste Frau, die das Amt des Fraktionssprechers der FBP bekleidet.
Wohlwend ist ledig.